# Melanolophia barbara
Melanolophia barbara är en fjärilsart som beskrevs av Mcdunnough 1940. Melanolophia barbara ingår i släktet Melanolophia och familjen mätare. Inga underarter finns listade i Catalogue of Life.